# Resor Island
Resor Island – niezamieszkana wyspa w Zatoce Frobishera, w Archipelagu Arktycznym, w regionie Qikiqtaaluk, na terytorium Nunavut, w Kanadzie. W pobliżu Resor Island położone są wyspy: Pike Island, Pugh Island, Sliver Island, Wedge Island i Whiskukun Island.